# ۸۰۴ (میلادی)
۸۰۴ (میلادی) هشتصد  و چهارمین سال تقویم میلادی است.

## درگذشتگان
‎